# بورگخانگای
بورگخانگای (به لاتین: Büregkhangai) یک منطقهٔ مسکونی در مغولستان است که در استان بولگن واقع شده‌است.